# 天保水滸伝NEO
『天保水滸伝NEO』（てんぽうすいこでんネオ）は、浪曲『天保水滸伝』を元にした日本のテレビアニメ、および千葉県香取郡東庄町のPRキャラクター作品。

## 概要
千葉テレビ情報番組『ハピはぴ・モーニング〜ハピモ〜』番組内で毎週木曜日の7:00から7:30の5分間放送の短編アニメ。アニメ本編は約2分で、後半3分は東庄町の名産品などを紹介する番組構成となっている。
アニメから歴史に縁のある聖地巡礼を楽しむ人が増えてきたことから、地元伝承でありながら登場人物が博徒や浪人などの侠客であるため地域の社会科授業でも取り上げにくく若い世代が知らない『天保水滸伝』（大利根河原の決闘）をモチーフとしたアニメを製作し、同時にキャラクターを観光PRに活用し若者を呼び込む町おこしを狙いとしている。東庄町は緊急雇用対策事業約700万円を活用し、就職難のイラストレーターやウェブデザイナーを雇用する形で千葉テレビが制作している。

## ストーリー
現代の女子高生、東庄子は突如江戸時代にタイムスリップし、笹川繁蔵や平手造酒らと出会う。

## 登場人物
笹川繁蔵（ささがわのしげぞう）
声 - 狭川尚紀
侠客。
東庄子（あずま しょうこ）
声 - 牧野百花
携帯のお守りがひかり、江戸時代にタイムスリップしてしまった女子高生。
平手造酒（ひらて みき）
声 - 佐藤信希
笹川方の助っ人の浪人。
飯岡助五郎（いいおかのすけごろう）
笹川繁蔵と対立する一派で、十手持ち。

## スタッフ
- 演出 - ナミキヒロシ
- 背景 - 松崎綾子
- キャラクターデザイン - 田中琳
- コミカライズプロデューサー - 栗原真佐子
- 企画 - 秋山武保（千葉テレビ放送）
- プロデューサー - 福井政文（MMDGP）
- 制作プロデューサー - 上原翔
- アニメ製作 - 勝鬨スタジオ
- 音響制作 - RAMS
- 著作 - 東庄町

## 主題歌
「ADABANA」
作詞・作曲・編曲 - 諏訪貴之（from No Life Negotiation）
歌 - 狭川尚紀 featuring JOE（サイキックラバー）

## 各話リスト
| 話数   | サブタイトル           | 放送日        |
| ------ | ---------------------- | ------------- |
| 第一話 | 庄子タイムスリップ編   | 2013年2月28日 |
| 第二話 | 笹川繁蔵との出逢い編   | 2013年3月7日  |
| 第三話 | 平手造酒との出逢い編   | 2013年3月14日 |
| 第四話 | 飯岡助五郎との出逢い編 | 2013年3月21日 |
| 最終話 | 別れ、そして出逢い編   | 2013年3月28日 |